# Mary's Harbour
Mary's Harbour is een gemeente (town) in de Canadese provincie Newfoundland en Labrador. De gemeente ligt in het uiterste oosten van de regio Labrador.

## Geschiedenis
In 1975 werd het dorp een gemeente met de status van local government community (LGC). In 1980 werden LGC's op basis van The Municipalities Act als bestuursvorm afgeschaft. De gemeente werd daarop automatisch een community om een aantal jaren later uiteindelijk een town te worden.

## Geografie
Mary's Harbour is de op een na oostelijkste permanente nederzetting op het vasteland van Noord-Amerika (na St. Lewis). De gemeente wordt doorkruist door provinciale route 510, het zuidelijke gedeelte van de Trans-Labrador Highway. De dorpskern zelf ligt aan een aftakking van de route. Voor het wegverkeer is het dichtstbij gelegen dorp in zuidelijke richting Lodge Bay (10 km) en in noordwestelijke richting Port Hope Simpson (50 km).
Mary's Harbour ligt op een vaarafstand van 18 km van het plaatsje Battle Harbour, een National Historic Site of Canada.
Het dorp ligt aan de oevers van de gelijknamige natuurlijke haven, die een inham is van de St. Lewis Sound. Deze natuurlijke haven wordt beschermd door twee vrij grote eilanden, namelijk Captain Jack's Island en Duck Island. Het dorp ligt waar de St. Marys River in deze inham uitmondt.
Zo'n kilometer ten noorden van de dorpskern begint de St. Lewis Inlet, een meer dan 30 km lange zeearm. Net ten zuiden van het dorp ligt een klein vliegveld dat bekendstaat als de Mary's Harbour Airport.

## Demografie
Demografisch gezien is Mary's Harbour, net zoals de meeste kleine dorpen in de provincie, aan het krimpen. Tussen 1996 en 2021 daalde de bevolkingsomvang van 474 naar 312. Dat komt neer op een daling van 162 inwoners (-34,2%) in 25 jaar tijd.
| Demografische ontwikkeling van Mary's Harbour tussen 1951 en 2021          |
| -------------------------------------------------------------------------- |
|                                                                            |
| Bron: Statistics Canada (1951–1986, 1991–1996, 2001–2006, 2011–2016, 2021) |

## Gezondheidszorg
Gezondheidszorg wordt in de gemeente aangeboden door de Mary's Harbour Community Clinic. Deze gemeenschapskliniek valt onder de bevoegdheid van de Newfoundland and Labrador Health Services (en tot april 2023 onder die van de gezondheidsautoriteit Labrador-Grenfell Health). Ze biedt de inwoners van Mary's Harbour en Lodge Bay eerstelijnszorg en spoedzorg aan. Er zijn vijf personeelsleden in dienst, met name drie verpleegsters, een personal care attendant en een onderhoudsmedewerker, met daarnaast de regelmatige aanwezigheid van een bezoekend arts.

## Galerij

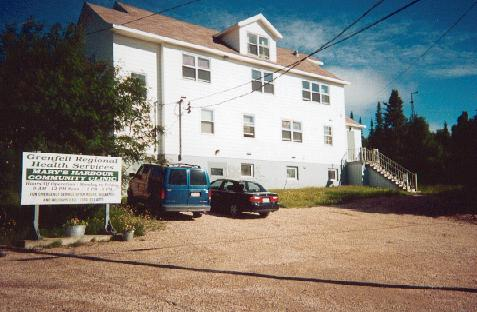
De Mary's Harbour Community Clinic (2002)
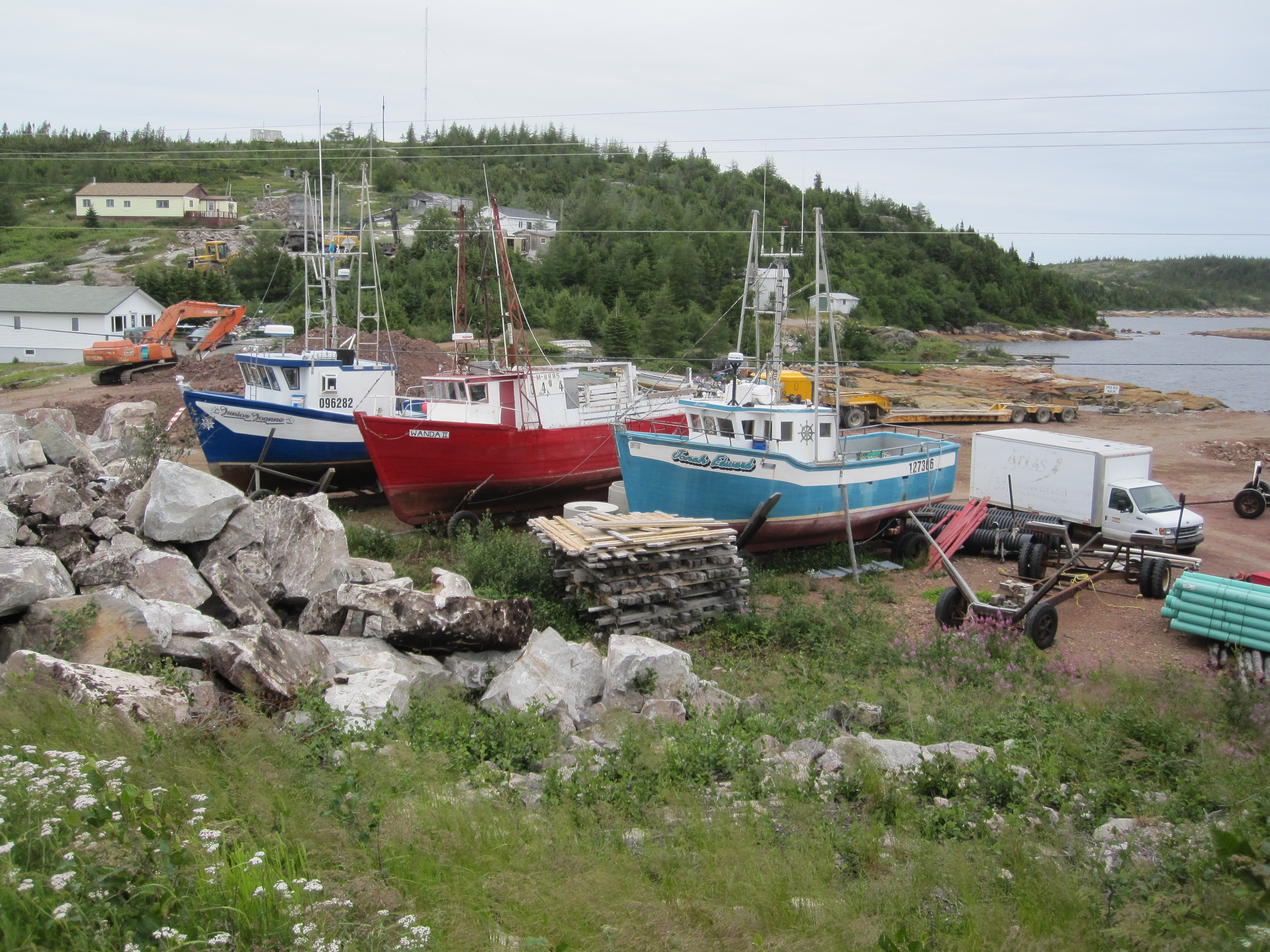
Op het droge liggende vissersboten (2010)
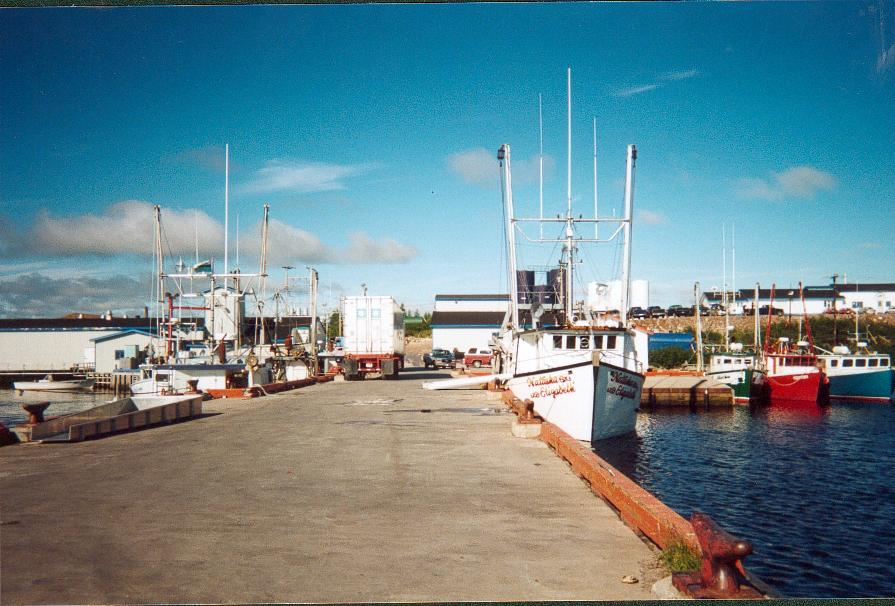
Kaai van Mary's Harbour (2002)